# Sergej Zav'jalov
Sergéj Aleksándrovič Zav’jalov, in russo Сергей Александрович Завьялов? (Carskoe Selo, 18 maggio 1958), è un poeta russo.

## Biografia
È nato il 18 maggio 1958, a Carskoe Selo (città di Puškin, regione di Leningrado) da una famiglia di oriundi della Mordovia. Negli anni 1970-2004 ha vissuto a Leningrado. Nel 1985 si è laureato presso il reparto classico della facoltà filologica dell'Università statale di Leningrado. Negli anni 1988-2004 ha insegnato greco antico e latino, letteratura antica. 
Nel 2004 è emigrato in Finlandia. Dal 2011 vive a Winterthur (Svizzera).

## Attività letteraria
Le prime pubblicazioni di versi sono apparse nel Samizdat leningradese. Negli anni 1986-1988 è stato membro del “Club-81” (unione degli scrittori di Leningrado, alternativa a quella sovietica). Nella seconda metà degli anni novanta partecipa a una serie di azioni comuni con un gruppo di poeti pietroburghesi, che acquisivano la reputazione di “post-modernisti” (A. Dragomoščenko, A. Skidan, D. Golynko e altri).
La poesia di Zav'jalov nel corso di tre decenni si evolve lentamente dal verso libero alla poesia in prosa e dalla lirica all'epica, volgendosi sempre più alla problematica attuale. Negli anni 2000 il poeta ha pubblicato una serie di saggi, dedicati alla poesia sovietica come dimostrazione traumatica, e anche alla problematica post-coloniale (ricostruzione e decostruzione dell'identità mordvina e ugro-finnica). Nel 2015 ha ricevuto il premio Andrej Belyj e nel 2016 ha ottenuto il Premio Ceppo Internazionale Piero Bigongiari (Pistoia).

## Opere

### Poesie
- Оды и эподы. СПб: Борей-арт, 1994. — ISBN 5-7187-0118-0
- Мелика. М.: АРГО-РИСК, 1998. — ISBN 5-900506-78-9
- Мелика. М.: Новое литературное обозрение, 2003. ISBN 5-86793-267-2
- Речи. М.: Новое литературное обозрение, 2010. — ISBN 978-5-86793-807-9
- Советские кантаты. СПб: Транслит / Свободное марксистское издательство, 2015
- Стихотворения и поэмы 1993–2017. М.: Новое литературное обозрение, 2018. - ISBN 978-5-4448-0733-0[2]
- Оды 1984—1990. СПб / Москва: Пальмира / Rugram. 2022. — ISBN 978-5-517-02836-5

### Saggi
- Перипетия и трагическая ирония в советской поэзии // Новое литературное обозрение № 59 (2003) С. 244-249.
- Концепт «современности» и категория времени в «советской» и «несоветской» поэзии. // Новое литературное обозрение № 62 (2003) С. 22-33.
- Поэзия Айги: разговор с русским читателем // Новое литературное обозрение № 79 (2006) С. 205-212.
- Сквозь мох беззвучия: поэзия восточнофинского этнофутуризма // Новое литературное обозрение № 85 (2007) С. 339-353.
- «Поэзия – всегда не то, всегда – другое»: переводы модернистской поэзии в СССР в 1950 – 1980-е годы. // Новое литературное обозрение № 92 (2008) С. 104-119.
- Советский поэт (А. Т. Твардовский) // Литературная матрица: Учебник, написанный писателями. СПб: Лимбус Пресс, 2010. Т. 2. С. 683-722.
- Разговор о свободном стихе как приглашение к классовому анализу // Новое литературное обозрение № 114 (2012) С. 274-279.
- Что остается от свидетельства: меморизация травмы в творчестве Ольги Берггольц // Новое литературное обозрение № 116 (2012) С. 146-157.
- Ретромодернизм в ленинградской поэзии 1970-х годов. // Вторая культура: Неофициальная поэзия Ленинграда в 1970-1980-е годы: Материалы международной конференции (Женева, 1-3 марта 2012 г.), – СПб: Росток, 2013. – 480 с., С. 30-52.

## Traduzioni
In italiano:
- Sergej Zav'jalov. Il digiuno natalizio. A cura di Paolo Galvagni. [Roma]: Fermenti editrice, 2016. pp. 148. ISBN 978-88-97171-72-0
- La nuova poesia russa (Trad. di Paolo Galvagni). Milano: Crocetti, 2003, p. 194-207.
- Poesia # 170, 2003 (Trad. di Paolo Galvagni) p. 63-66.
- Semicerchio # XXX-XXXI, 2004 (Trad. di Paolo Galvagni) p. 87-92.
- L'Immaginazione # 234 (2007) (Trad. di Paolo Galvagni) p. 37-38.
- Slavia. 2011 # 1 (Trad. Di Daniela Liberti) p. 64-76.
- Poesia # 286, 2013 (Trad. di Paolo Galvagni) p. 65-69.

In finlandese:
- Sergej Zavjalov. Melika. Suomentanut Jukka Mallinen. Helsinki: Ntamo, 2007. — ISBN 978-952-215-011-0
- Sergei Zavjalov. Joulupaasto. Suomentanut Jukka Mallinen. Helsinki: Poesia, 2012. — ISBN 978-952-5954-33-3

In svedese:
- Sergej Zavjalov. Melik & tal. Texter i urval och översttäning av Mikael Nydahl. [Malmö]: Ariel Skrifter, 2009. — ISBN 978-91-975540-8-4

In estone:
- Sergei Zavjalov. Meelika. Kõned. Vene keelest tõlkinud Katrin Väli ja Aare Pilv. Tallinn: Kite, 2015. 144 s. — ISBN 978-9949-9621-7-4
- Sergei Zavjalov. Ars Poetica. Valik esseid. Vene keelest tõlkinud Aare Pilv. Tallinn: Tallinna Ülikooli Kirjastus, 2016, 269 lk. – ISBN 978-9985-58-815-4

In inglese:
- Sergey Zavyalov. Advent, Leningrad, 1941. Geneva: Molecular Press, 2017 - ISBN 978-2-9700376-4-4
- Crossing Centuries: The New Generation in Russian Poetry. Jersey City, NJ: Talisman, 2000. — ISBN 1-883689-89-9
- Essay & Two Poems (Translated by Thomas Epstein & Simona Schneider) // Aufgabe (NY) № 8, 2009.
- Four Good News Stories [archive] (con un'introduzione del traduttore Eugene Ostashevsky), 2023.

In francese
- Anthologie de la poésie russe contemporaine 1989—2009 (Bacchanales № 45). (Traduit par Hélène Henry-Safier). [Grenoble]: Maison de la poésie Rhône-Alpes — p. 257—258.
- Action poétique # 185 (2006) (Traduit par Yvan Mignot) p. 59-64.
- Action poétique # 202 (2010) (Traduit par Yvan Mignot) p. 110-115
- Le Jeûne de l'Avent (Traduit par Yvan Mignot) // La Revue de Belles-Lettres 2019 / 2

in serbo:
- Сергеj Завjалов. Мелика. С руског превела и поговор написала Мирjана Петровић-Филиповић. Краљево: Народна библиотека «Стефан Првовенчани», 2019. — 204 ст. — ISBN 978-86-80522-55-5
- Сергеj Завjалов. Совjетске кантате. С руског превела Корнелиjа Ичин. Београд: Тређи Трг, 2022. — 287 ст. — ISBN 978-86-64071-90-1

in tedesco:
- Vor dem Fenster unten sind Volk und Macht: Russische Poesie der Generation 1940—1960. Ausgewählt und übersetzt von Robert Hodel. Zweisprachig. Leipziger Literaturverlag, 2015
- Sergej Sawjalow. Nahe der Brandung. Gedichte und Poeme. Herausgegeben und übertragen von Christine Hengevoß. Sisifo press im Leipziger Literaturverlag, 2024. – 294 S. ISBN 978–3866603028

- in cinese (谢尔盖 扎维亚洛夫)[3]
- in polacco (Siergiej Zawjałow)[4][5][6]
- in ungherese (Szergej Zavjalov)[7]
- in lituano (Sergejus Zavjalovas)[8][9][10][11][12]

- in lettone (Sergejs Zavjalovs)[13][14]

- in erza-mordvine (Сергей Завьялов)[15].